# Тадеј
Тадеј је мушко словенско име. Настало је од корена грчке речи Thaddaios (грч. Θαδδαίος) што значи "великодушан". Познати људи са именом су:
- Тадеј (архимандрит) (1914 - 2003), православни архимандрит
- Тадеј Ваљавец (рођен 1977), словеначки бициклиста
- Тадеј Погачар (рођен 1998), словеначки бициклиста.